# Moustache Bikes
Pour les articles homonymes, voir Moustache (homonymie).
 (avril 2024).
Moustache Bikes est une marque française de vélos à assistance électrique (VAE) de la société Cycle Me, installée dans les Vosges depuis 2011.

## Concept
L'entreprise vosgienne Cycle Me conçoit et assemble des vélos à assistance électrique haut de gamme sous la marque Moustache Bikes. Ce nom fait référence au guidon en forme de moustache, mais aussi au guidon du début du XXe siècle.
La marque propose différents modèles de vélo tels des vélos urbains, des vélos tout chemin polyvalents, des vélos tout terrain, des tandems, cargo et des draisiennes.
Moustache relocalise une partie de la fabrication de ses cadres en France et dans le reste du continent européen.
Moustache possède un partenariat exclusif avec le fabricant de composants électroniques industriel allemand Bosch. Tous les vélos de la gamme Moustache Bikes sont équipés des systèmes complets Bosch eBike.
Moustache fait le choix de s’appuyer sur un réseau de revendeurs en France et mais aussi à l’international (Angleterre, Allemagne, Canada…).

## Historique
La marque Moustache Bikes est créée en 2011 par Emmanuel Antonot. Passionné de vélo depuis l'enfance, il ouvre son premier magasin de vélo à 23 ans. Il est rejoint plus tard par Gregory Sand,.

## Économie et développement
Après un démarrage à deux personnes, Emmanuel chargé du développement et Gregory sur la partie commerciale, Moustache compte maintenant plus de 180 employés pour le développement et la production de vélo.
En 2013, les vélos Moustache sont distribués dans 4 pays auprès d’une soixantaine de revendeurs (en France, en Suisse, en Belgique et en Nouvelle Zélande). En 2020, c’est dans près de 30 pays que l’on retrouve les produits de la marque, en Europe principalement, en Amérique du Nord ou encore en Océanie.
La marque se développe en priorité dans les pays où le Service Center de Bosch eBikes sont présents.
L’export représente 45% des vélos vendus en 2020, 55% étant distribués en France par l’intermédiaire des 250 points de vente de la marque.
En 2017, l'usine d'assemblage s'installe à Thaon-les-Vosges: la nouvelle chaîne de montage est prévue pour produire 100 000 vélos par an. L'atelier de montage peut assembler 200 vélos par jour. Le catalogue propose 70 modèles. L'entreprise emploie une centaine de salariés et le chiffre d'affaires avoisine 70 000 000 € en 2019.
La crise sanitaire du Covid a créé un engouement sans précédent pour le vélo à partir de mai 2020, ce qui a grandement contribué à l’augmentation des ventes à travers le monde.
L’usine de 10 000 m² est basée à Thaon-Les-Vosges (88) avec 155 employés. Elle produit 260 à 300 vélos produits/jour 100% électrique, il existe 15 familles de produits. Les vélos ainsi produits sont vendus par 300 points de vente à l’export. L’entreprise a obtenu le Trophée Innovation INPI catégorie “Marque” en 2021. 5.000 tests consommateurs/an sont pratiqués. 50 000 vélos ont été vendus (+65%) en 2020, générant 3 millions de visites sur notre site web. L'entreprise génère 100 millions d’euros de chiffre d'affaires en 2020 (+65%) grâce 500 revendeurs formés / an 40% à l’Export (25 pays. Elle a obtenu le Design & Innovation Award 2020 avec 500 retombées médias / an et 69 modèles en 2021 partenaire technologique.

## Récompenses
Depuis ses débuts, l'entreprise a été récompensée par de nombreux prix et distinctions :
- Le design des produits a été distingué par des prix tels que le J Award, le Red Dot Design Award, le German Design Award, ainsi que le Walking Bike Mercredi 12.
- Les produits ont été récompensés pour leur confort et leur fonctionnalité. Le modèle « Samedi 28.7 » a été élu meilleur Ebike de l'année 2022 par le VAB belge. De plus, le VTT Trail a régulièrement été classé parmi les meilleurs eMTB dans plusieurs magazines francophones et germanophones. Le modèle « J » à reçu un Eurobike Gold Winner Award[9] de l'organisation Eurobike.
- En termes de performances sportives, l'entreprise a gagné de la visiblité dans le domaine du eMTB avec des podiums réguliers de ses athlètes Julien Absalon et Jérôme Gilloux lors des premières compétitions de eMTB, notamment en remportant les titres de Champion de France et Champion du Monde.